# Special Olympics Chile
Special Olympics Chile (englisch: Special Olympics Chile) ist der chilenische Verband von Special Olympics International. Sein Ziel ist die Förderung von Sport für Menschen mit geistiger Beeinträchtigung und die Sensibilisierung der Gesellschaft für diese Mitmenschen. Außerdem betreut er die chilenischen Athletinnen und Athleten bei den Special Olympics Wettkämpfen.

## Geschichte
Special Olympics Chile wurde 2013 gegründet und hat seinen Sitz in Santiago de Chile.

## Aktivitäten
2015 waren 22.013 Athletinnen, Athleten und Unified Partner sowie 1.089 Trainer bei Special Olympics Chile registriert.
Der Verband nahm 2016 an den Athlete Leadership, Young Athletes, Family Support Network und Unified Schools teil, die von Special Olympics International ins Leben gerufen worden waren.

### Sportarten
Folgende Sportarten wurden 2016 vom Verband angeboten:
- Basketball (Special Olympics)
- Boccia (Special Olympics)
- Eiskunstlauf (Special Olympics)
- Fußball (Special Olympics)
- Handball (Special Olympics)
- Leichtathletik (Special Olympics)
- Ski Alpin (Special Olympics)
- Schwimmen (Special Olympics)
- Tennis (Special Olympics)
- Tischtennis (Special Olympics)
- Turnen (Special Olympics)
- Volleyball (Special Olympics)

### Teilnahme an Weltspielen vor 2020
(Quelle: )

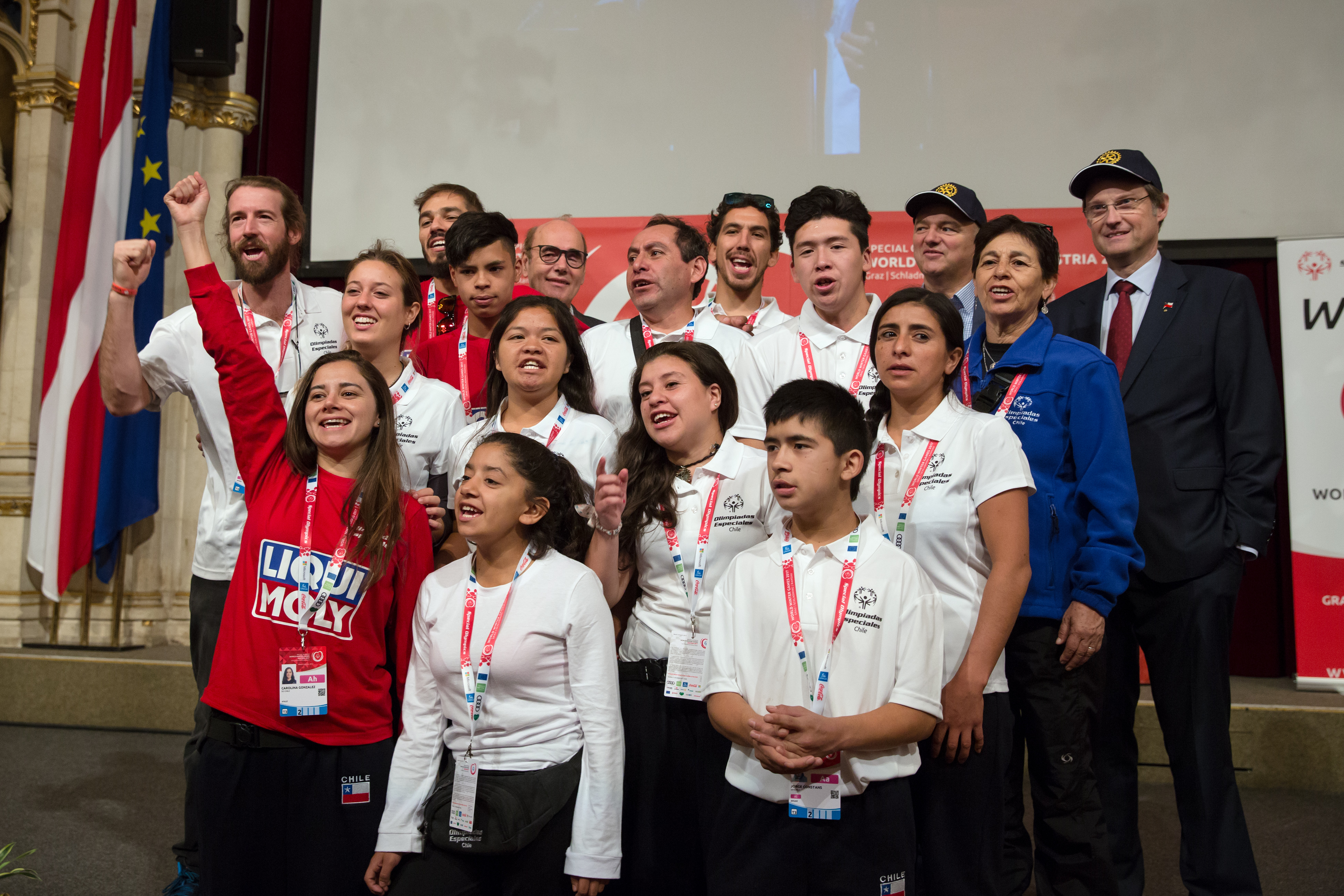
Special Olympics World Winter Games Team Chile 2017 in Wien

- 2011 Special Olympics World Summer Games, Athen
- 2013 Special Olympics World Winter Games, PyeongChang, Südkorea
- 2015 Special Olympics World Summer Games, Los Angeles, USA (15 Athletinnen und Athleten)
- 2017 Special Olympics World Winter Games, Wien, Österreich
- 2019 Special Olympics, World Summer Games, Abu Dhabi (21 Athletinnen und Athleten)[3]

### Teilnahme an den Special Olympics World Summer Games 2023 in Berlin
Special Olympics Chile nahm an den Special Olympics World Summer Games 2023 teil. Die Delegation wurde vor den Spielen im Rahmen des Host Town Programs von Heilbronn betreut und bestand aus 39 Athleten sowie 20 Unified-Partnern und Begleitpersonen. Das Team gewann bei diesen Weltspielen sechs Gold-, vier Silber- und drei Bronzemedaillen.
Tennisathlet How Lee erhielt drei Medaillen, darunter eine Goldmedaille, Javiera Saldaña eine Goldmedaille im 4x100-Meter-Lauf und María José Estrada eine Goldmedaille im Reiten.

### Teilnahme an Weltspielen nach 2023
- 2025 Special Olympics World Winter Games, Turin, Italien (10 Athletinnen und Athleten)[9]